# Vassili Ivanovitch Petrov
Pour les articles homonymes, voir Petrov.
Ne doit pas être confondu avec le général Ivan Iefimovitch Petrov
Vassili Ivanovitch Petrov (en russe : Васи́лий Ива́нович Петро́в; 15 Janvier 1917 – 1er février 2014), était un officier militaire russe et maréchal de l'Union soviétique.
Il fut l'architecte de la victoire éthiopienne dans la guerre de l'Ogaden et distingué par le titre de héros de l'Union soviétique.

## Biographie
Vasily Ivanovich Petrov est né le 15 janvier 1917 (Calendrier julien: 2 Janvier 1917) dans le village de Tchernolesskoïe, province de Stavropol, fils d'un col blanc. Il est diplômé de l'école secondaire en 1935 et a étudié pendant deux ans à l'Institut pédagogique d'Ordjonikidze jusqu'en 1937.
Petrov rejoint l'Armée rouge en 1939 et termine son cours de lieutenant en 1941.
Pendant la Seconde Guerre mondiale, Petrov prit part au siège d'Odessa (1941), au siège de Sébastopol (1941-1942) et à la bataille du Caucase. Par la suite il combattit lors de la libération de l'Ukraine et prit part à l'offensive de Jassy–Kishinev et l'offensive de Budapest en Hongrie. Il est décoré de la médaille pour la Défense d'Odessa et la médaille pour la Défense de Sébastopol. Lors de sa nomination au grade de major, il a été noté que :

« "[Il] accomplit toutes les tâches qui lui sont assignées pour le travail opérationnel, avec clarté et honneur... Il visite fréquemment les unités et aide les commandants de bataillon dans leur travail. Dans une situation difficile, il est courageux, décisif et sera toujours là où la situation demandes." »

Après la guerre, Petrov a suivi le cours accéléré à l'Académie militaire Frounze de Moscou et, en 1948, il a obtenu son diplôme du cours spécial de l'académie. Il a occupé des postes d'état-major dans l'armée au début de l'après-guerre. Il a servi dans la 39e division de fusiliers en tant que commandant de régiment à partir de juin 1953 et est devenu chef d'état-major de la division en décembre 1955. Petrov a été promu commandant de division en janvier 1957, continuant à commander après la réorganisation de la 39e en 129e division de fusiliers motorisés plus tard cette année-là,. Le commandant du District militaire d'Extrême-Orient, le colonel-général V.A. Penkovsky, dans sa certification de novembre 1959 au commandant de la 129e division, a noté que V.I. Petrov :

« "[Il a un] talent naturel, expérience de la guerre, des études universitaires, une expérience d'état-major et de service au combat (dans une bonne combinaison) et une diligence dans le service nous permettent de conclure que le camarade Petrov est un bon commandant de division. (Mais en même temps !) Le commandement de la division est encore inégal, parfois il sera retardé, parfois il échouera. Il y a plusieurs raisons, mais la principale est Petrov lui-même. Il s'admire, l'exige comme si tout le monde pouvait faire comme lui. Il commence à devenir nerveux et à gronder les gens..." »

Il a été promu chef d'état-major de l'armée en juillet 1961, commandant de l'armée en juin 1964, chef d'état-major du district militaire d'Extrême-Orient en janvier 1966 et commandant de district en avril 1972.
Il gravit ensuite les échelons militaires soviétiques, étant promu colonel en 1952, général de division en 1961, lieutenant général en 1965, colonel général en 1970 et général en 1972. En 1983, Petrov fut finalement nommé maréchal de l'Union soviétique.
À la fin des années 1970, Petrov était conseiller militaire auprès de l’armée éthiopienne. Il a été chargé d'aider et de reconstruire la force pendant la guerre de l'Ogaden,.
Le 16 février 1982, Petrov a reçu le titre de Héros de l'Union soviétique, médaille n° 11468. Le titre de Héros de l'Union soviétique était accompagné de l'Ordre de Lénine, dont il recevra quatre, celui-ci étant le troisième, numéro 458507. Les autres ordres ont été reçues les 31 octobre 1967, 21 février 1978 et 14 janvier 1987.

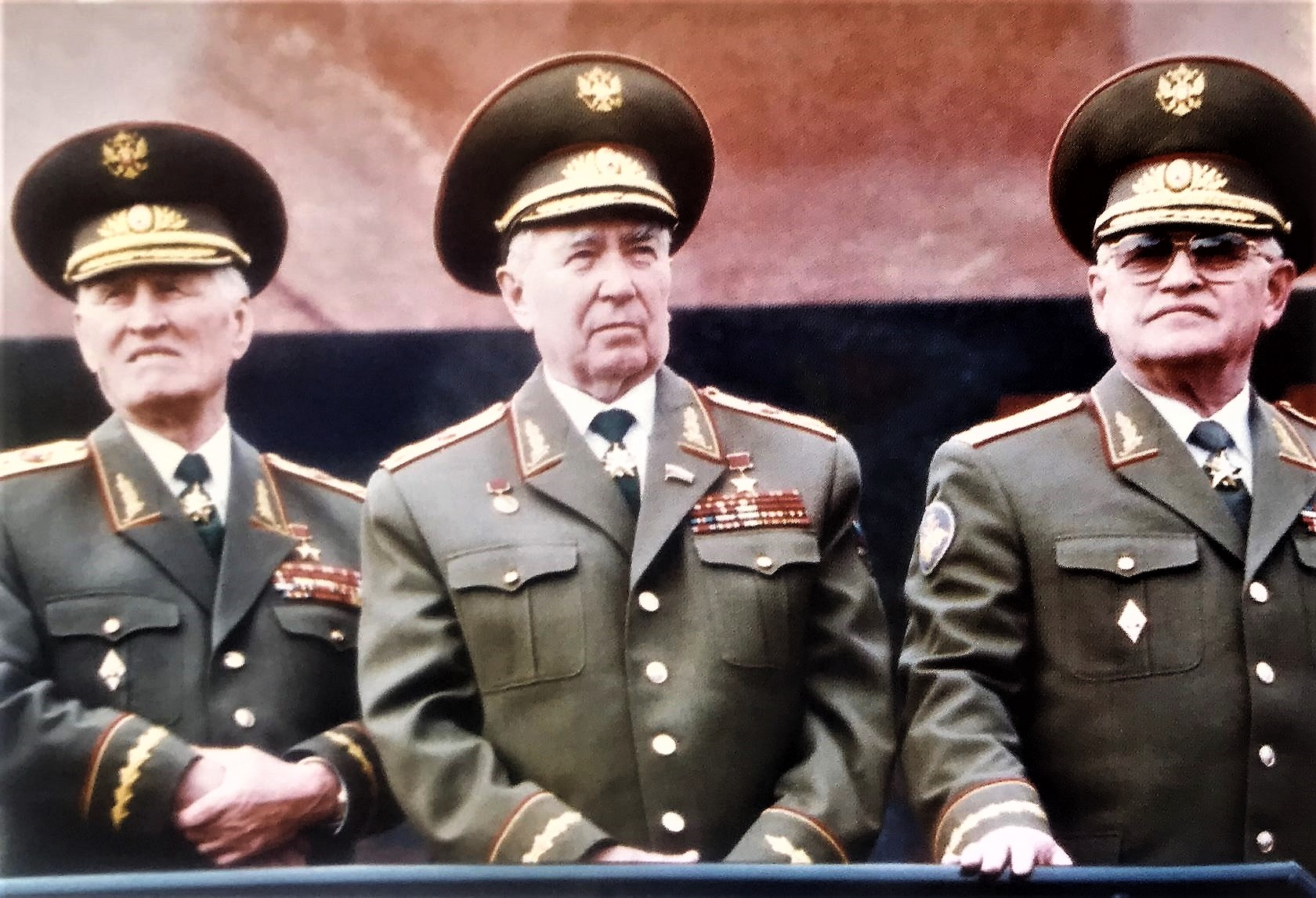
Le maréchal V. I. Petrov sur le podium du mausolée avec le maréchal de l'Union soviétique V.G. Kulikov et le maréchal de la Fédération de Russie I.D. Sergueïev.

Il a commandé le district militaire d'Extrême-Orient de 1972 à 1976 et a servi comme commandant-en-chef des forces terrestres de 1980 à 1985. Il succède ensuite à Sergueï Sokolov au poste de premier vice-ministre de la Défense jusqu'à sa retraite en 1986 pour raisons de santé. A la mort du ministre de la Défense, le maréchal Dmitri F. Ustinov, en 1984, le maréchal Petrov, âgé de 67 ans, était l'un des grands maréchaux envisagés pour le remplacer.
Conformément à la doctrine interarmes du maréchal Nikolaï V. Ogarkov, le général d'armée Eugène F. Ivanovsky a été nommé commandant des forces terrestres et le maréchal Vasily I. Petrov premier vice-ministre de la Défense pour l'Extrême-Orient et les guerres locales, en 1985. Tous deux experts de la nouvelle doctrine mise en œuvre sous le commandement du maréchal Ogarkov. Le maréchal Petrov avait la réputation d'être un organisateur et un résolveur de problèmes, ainsi qu'un expert des opérations à haute mobilité utilisant les forces aéroportées et des opérations de petites unités. Sa nomination aux côtés d'Ivanovsky, expert en commandement et contrôle de grandes unités et en opérations en profondeur, a souligné l'importance de ce type d'opérations dans la pensée militaire soviétique et l'accent mis sur la guerre locale.
Vassili Petrov a été député du Soviet suprême de l'URSS de 1974 à 1989 et membre du Comité central du PCUS de 1976 à 1989.
À partir de 1992, Petrov est conseiller militaire auprès du ministère de la Défense de la fédération de Russie. Le 26 décembre 2006, il a été déclaré citoyen d'honneur du district de Novoselitsky de la province de Stavropol.
Petrov est décédé le 1er février 2014, à l'âge de 97 ans, et a été enterré au cimetière commémoratif militaire fédéral de l'oblast de Moscou. Sa pierre tombale comporte un buste en uniforme, représentant ses rubans et la médaille de l'Étoile d'Or du Héros de l'Union Soviétique, ainsi qu'une plaque commémorative,.

## Galerie

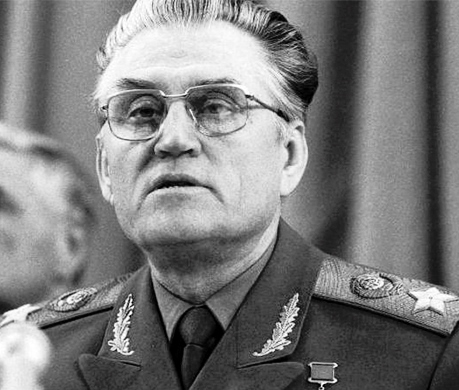
Le maréchal Petrov lors d'une conférence.
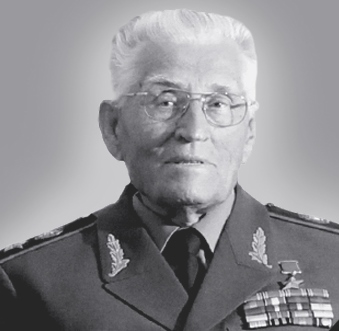
Le maréchal Petrov en 2011.

## Promotions
Chronologie des promotions de Vasiliy Ivanovich Petrov :
- Colonel (29/04/1952)
- Major-général (09/05/1961)
- Lieutenant-général (16/06/1965)
- Coronel-général (29/04/1970)
- Général d'armée (15/12/1972)
- Maréchal de l'Union soviétique (25/031983)

## Distinctions

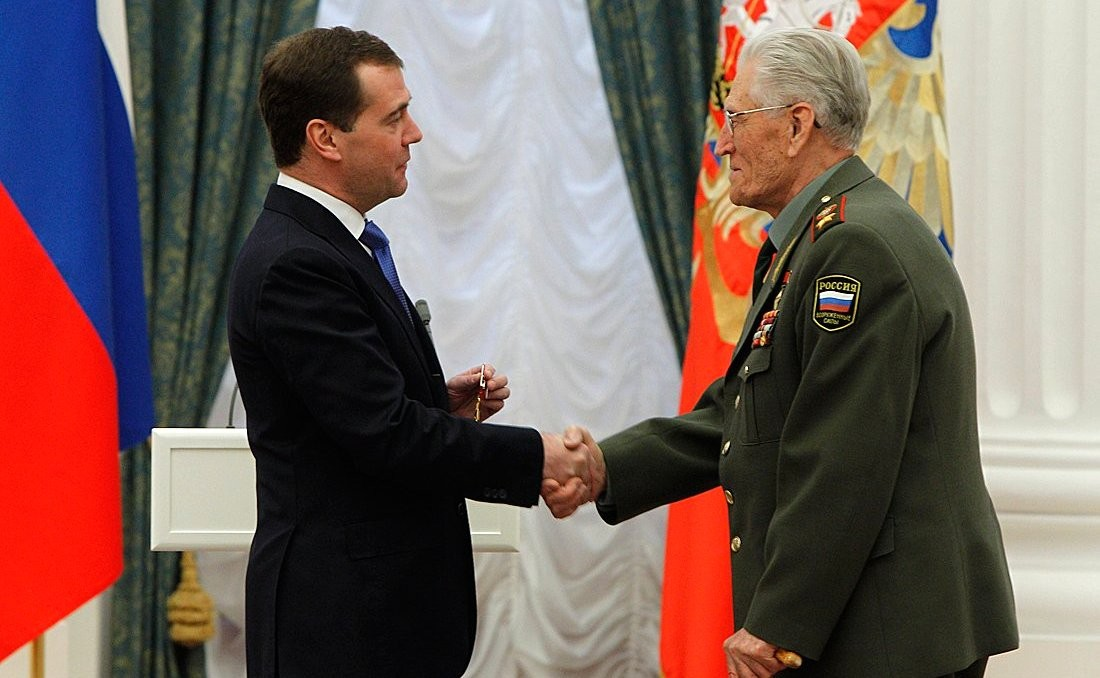
Remise de la décoration d'État, l'Ordre d'Alexandre Nevski, à Vasily Petrov par le président de l'époque, Dmitri Medvedev, le 3 mai 2012.

Le maréchal Vassili Petrov a reçu plusieurs décorations de l'Union soviétique et de la Fédération de Russie, ainsi que des distinctions honorifiques d'autres pays du bloc communiste.

### Union soviétique e Russie
- Héros de l'Union soviétique (16 février 1982)
- Ordre d'Alexandre Nevski (3 mai 2012)
- Quatre Les ordres de Lénine (Décembre 1967, février 1978, 16 février 1982, janvier 1987)
- Ordre de la Révolution d'Octobre (Février 1974)
- Ordre du Drapeau Rouge (Octobre 1944)
- Ordre de la Guerre Patriotique, 1re classe, deux fois (Juillet 1944, avril 1985), 2e classe (octobre 1943)
- Ordre de l'Étoile Rouge deux fois (Novembre 1942, octobre 1955)
- Ordre de service à la patrie dans les forces armées de l'URSS, 3e classe (février 1976)
- Médaille pour le service au combat
- Médaille "Pour distinction dans les gardes-frontières d'État de l'URSS"
- Médaille "Pour la défense du Caucase"
- Médaille "Pour la Défense d'Odessa"
- Médaille "Pour la défense de Sébastopol"
- Médaille "Pour le renforcement de la coopération militaire"
- Médaille « Pour la victoire sur l'Allemagne dans la Grande Guerre patriotique 1941-1945 »
- Médaille du Jubilé "Vingt ans de victoire dans la Grande Guerre Patriotique 1941-1945"
- Médaille du Jubilé "Trente ans de victoire dans la Grande Guerre Patriotique 1941-1945"
- Médaille du Jubilé « Quarante ans de victoire dans la Grande Guerre Patriotique 1941-1945 »
- Médaille "Pour la prise de Budapest"
- Médaille du Jubilé « 50 ans de victoire dans la Grande Guerre Patriotique 1941-1945 »
- Médaille du Jubilé « 60 ans de Victoire dans la Grande Guerre Patriotique 1941-1945 »
- Médaille du Jubilé "65 ans de victoire dans la Grande Guerre Patriotique 1941-1945"

### Décorations étrangères
- Ordre "Ernesto Che Guevara", 1ère classe (Cuba, 1985)
- Ordre du Drapeau Rouge (Tchécoslovaquie, 1982)
- Ordre du Février Victorieux (Tchécoslovaquie, 1985)
- Ordre de Sukhbaatar (Mongolie, 1981)
- Ordre du Drapeau Rouge (Mongolie, 1982)
- Ordre "Pour le mérite militaire" (Mongolie, 1971)
- Ordre Scharnhorst (Allemagne orientale, 1983)
- Ordre du drapeau de la République populaire hongroise avec des diamants (Hongrie, 1985)
- Ordre de Tudor Vladimirescu, 1ère classe (Roumanie, 1974)
- Ordre "Pour le Mérite Militaire", 1ère classe (Roumanie, 1985)
- Ordre du drapeau national (Ethiopie, 1982)
- Ordre du drapeau national de la Corée (Corée du Nord, 1985)
- Ordre de la République populaire de Bulgarie, 1re classe (Bulgarie, 1985)
- Ordre "Pour la Valeur Militaire", 1ère classe (Viêt Nam, 1983)

### Basé sur la foi
- Ordre du Saint Bienheureux Grand Prince Dmitriy Donskoy, 2ème classe (Église orthodoxe russe, 2005)